# XXVIII Batallón de Fortaleza de la Luftwaffe
El XXVIII Batallón de Fortaleza de la Luftwaffe (XXVIII. Luftwaffen-Festungs-Bataillon) fue una unidad de la Luftwaffe durante la Segunda Guerra Mundial.

## Historia
Fue formado el 16 de septiembre de 1944 en Wermsdorf. Para la formación se recurrió a personal de la Escuela de Suboficiales 1* instalada en el Castillo de Hubertusburg. Entró en acción en Blankenheim/Eifel en el VI Comando Administrativo Aéreo. Se componía de: compañía de Plana Mayor con dos pelotones de telefonistas, dos pelotones de radiotelegrafistas, una unidad de transporte y una de intendencia. 
- 1.ª Compañía de Fortaleza de la Luftwaffe
- 2.ª Compañía de Fortaleza de la Luftwaffe
- 3.ª Compañía de Fortaleza de la Luftwaffe
- 4.ª Compañía de Fortaleza de la Luftwaffe

Tenía una dotación de 11 Oficiales, 597 Suboficiales entre tropa y equipamiento. Fue trasladado al norte de Holanda e incorporado a la División Schmidt. El 19 de octubre de 1944 fue utilizado como cabeza de puente en el Mosa cerca de Roermond, Holanda, con la 334.ª División de Infantería. El 3 de septiembre de 1944, fue retirado del Frente Occidental. El 20 de febrero de 1945 es absorbido por la 7.ª División de Paracaidistas.
Nota: En otras fuentes se menciona que fue la Escuela de Suboficiales 4.*